# Mașini (franciză)

Franciza Mașini creată de Disney și Pixar este compusă din:

## Filme
- Mașini (2006)
- Mașini 2 (2011)
- Mașini 3 (2017)

## Televiziune
- Desene animate cu Mașini: Povestirile lui Bucșă (2008)